# The Primrose Ring
Pour plus de détails, voir Fiche technique et Distribution.
The Primrose Ring est un film muet américain réalisé par Robert Z. Leonard, sorti en 1917. Il est considéré comme film perdu.

## Synopsis
Après avoir été sauvée d'une vie en fauteuil roulant grâce aux miracles de la médecine, Margaret MacLean décide de se consacrer aux soins d'enfants handicapés. Devenue infirmière, elle travaille au service de pédiatrie de l'hôpital du docteur MacLean. Mais après le décès du bon médecin, les choses changent : son fils Bob, revenu de l'étranger, décide de fermer l'institut ; les enfants qui y sont hébergés doivent partir. Hors d'elle Margaret a une confrontation avec l'homme. Elle donne sa démission et, furieuse, sort en trombe du bâtiment ; Bob court après elle alors qu'elle traverse la route : il se retrouve sous une voiture. Hospitalisé, Bob, lors de sa convalescence, se rend compte qu'il aime Margaret et décide de construire une maison pour elle et ses jeunes patients. Cependant, ne sachant pas où Margaret est allée, il demande à un détective de la retrouver. À son retour dans l'établissement, Margaret découvre que tous ses rêves sont devenus réalité. Elle se prépare à vivre dans sa nouvelle maison avec ses petits protégés, et accepte avec joie la demande en mariage de Bob.

## Fiche technique
- Titre original : The Primrose Ring
- Réalisation : Robert Z. Leonard
- Scénario : Marion Fairfax, d'après le roman du même nom de Ruth Sawyer (1915)
- Photographie : Charles Rosher
- Chef-opérateur : Charles Rosher
- Production : Jesse L. Lasky
- Société de production : Jesse L. Lasky, Feature Play Company
- Société de distribution : Paramount Pictures
- Pays d'origine :  États-Unis
- Langue originale : anglais
- Genre : drame psychologique
- Durée : 50 minutes
- Date de sortie : 7 mai 1917 (États-Unis)

## Distribution
- Mae Murray : Margaret MacLean
- Tom Moore : Bob MacLean
- Winter Hall : Dr Ralph MacLean
- Billy Jacobs : Sandy
- Mayme Kelso : Mlle Foote
- Loretta Young